# Melithreptus albogularis
El mielero goliblanco (Melithreptus albogularis) es una especie de ave paseriforme de la familia Meliphagidae propia del sur de Nueva Guinea y del norte y este de Australia.

## Subespecies
- Melithreptus albogularis albogularis
- Melithreptus albogularis inopinatus
- Melithreptus albogularis schoddei
- Melithreptus albogularis subalbogularis

## Localización
Es una especie de ave que se localiza en el sur de Nueva Guineay las regiones costeras del norte y este de Australia.